# Josefine Weber
Josefine Weber, též Josefine Weberová (10. května 1868 – ???), byla československá politička německé národnosti a meziválečná poslankyně Národního shromáždění.

## Biografie
Podle údajů k roku 1926 byla manželkou truhláře v Klášterci nad Ohří.
V parlamentních volbách v roce 1925 získala za Německou nacionální stranu mandát v Národním shromáždění.